# گراهام کراودن
گراهام کراودن (انگلیسی: Graham Crowden؛ ‏ ۳۰ نوامبر ۱۹۲۲ – ۱۹ اکتبر ۲۰۱۰) بازیگر اهل بریتانیا بود.
از فیلم‌ها یا برنامه‌های تلویزیونی که وی در آن نقش داشته‌است، می‌توان به خارج از آفریقا، فقط به خاطر چشمان تو، تسخیر، شازده کوچولو، دکتر هو، بازرس فویل، آدمکشان میدسامر، ای مرد خوش‌شانس!، مورگان، بیمار مناسبی برای درمان، طبقه حاکم، اگر....، راه و رسم زندگی ما، کلئوپاتراها، آقای بلاندن شگفت‌انگیز و مبلغ مذهبی اشاره کرد.